# Національний парк Маго
Національний парк Маго — національний парк в Ефіопії, розташований у регіоні південних націй, національностей і народів, приблизно за 782 кілометри на південь від Аддіс-Абеби та на північ від великого вигину річки Омо. Площа парку 2162 км 2. Усі дороги до парку ґрунтові.

## Екологія

### Географія
Національний парк Маго був заснований у 1979 роц. Його найвища точка - гора Маго (2528 метрів над рівнем моря). Основними середовищами в парку та навколо нього є річки та прирічкові ліси, водно-болотні угіддя вздовж нижньої течії річки Маго та навколо озера Діпа, різноманітні луки на рівних ділянках та чагарники на схилах пагорбів. Відкриті луки складають близько 9% площі парку. Найбільші дерева зустрічаються в річкових лісах біля річок Омо, Маго та Нері.
У цьому парку основними біомами або рельєфами є акацієві савани, чагарники та ліси.

### Тваринний світ
Національний парк Маго надає захист 74 видам ссавців і 237 видам птахів. В екосистемі парку також зустрічаються щонайменше 10 видів рептилій і 14 видів риб.

У парку зустрічаються лев, леопард, гну, орікс Бейза, бегемот, капський буйвол, гепард, жираф, геренук, гієна, африканська дика собака, бородавочник, нільський крокодил, зебра та африканський слон.
У національному парку багато молодих дерев, що пов’язано з частими пожежами, які поширюють місцеві племена скотарів.

## Корінні жителі Маго
Мабуть, найвідомішою визначною пам’яткою парку є народ Мурсі, відомий тим, що робить пірсинги в губах і вставляє диски з глини. Території вздовж нижньої течії Омо (в межах парку) населені різними етнічними групами, включаючи народи аарі, банна, бонгосо, хамар, каро, квегу, мале та мурсі.